# Bataille d'Imphal
Seconde Guerre mondiale
Batailles
Invasion japonaise de la Birmanie :
- Rivière Bilin
- Pont de la Sittang
- Pégou
- Barrage routier de Taukkyan
- Route Yunnan-Birmanie (Tachiao
- Oktwin
- Taungû)
- Shwedaung
- Prome
- Yenangyaung

Opérations en Birmanie (1942-1943) :
- Arakan
- The Hump
- Chindits
- Nord de la Birmanie et ouest du Yunnan

Opérations en Birmanie en 1944 :
- Chindits (2)
- Admin Box
- U-Go (Imphal
- Sangshak
- Court de tennis
- Kohima)
- Myitkyina
- Mogaung
- Mont Song

Opérations en Birmanie (1944-1945) :
- Meiktila et Mandalay
- Pakokku et Irrawaddy
- Colline 170
- Île de Ramree
- Tanlwe Chaung
- Dracula
- Elephant Point
- Coude de la Sittang

La bataille d'Imphal est une bataille livrée entre les forces britanniques et les forces japonaises durant la Seconde Guerre mondiale, de mars à juillet 1944, dans la région autour de la ville d'Imphāl, dans l'extrême est de l'Inde. L'Armée impériale japonaise traversant la frontière birmane lance une offensive sur les possessions indiennes de l'Empire britannique, désignée sous le nom d'opération U-Go.
L'armée japonaise tenta de détruire les forces alliées à Imphal et d'envahir l'Inde, mais fut repoussée jusqu'en Birmanie, subissant de lourdes pertes.

## Stratégie japonaise

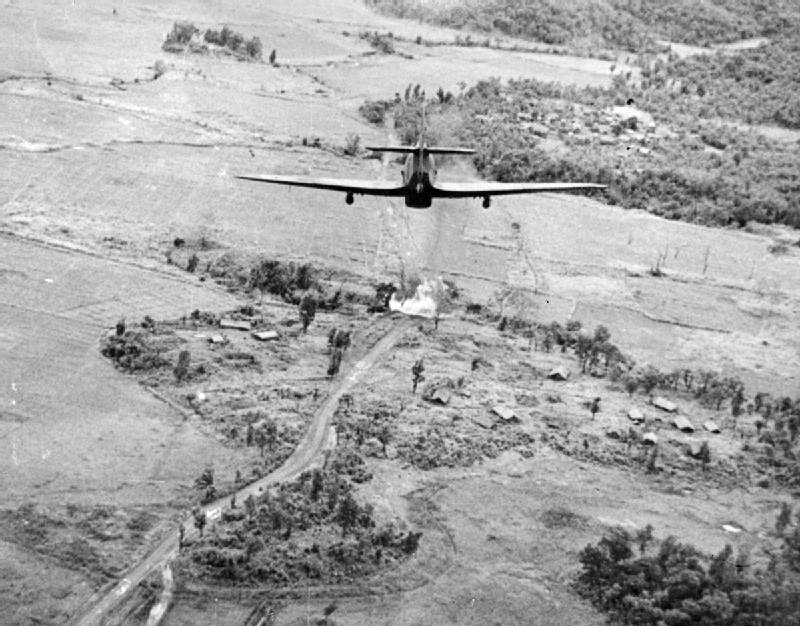
Un Hawker Hurricane IIC du No. 42 Squadron RAF britannique attaque des positions japonaises autour d'un pont.

Renya Mutaguchi, commandant de la 15e armée et maître d'œuvre de l'Opération U-Go, visait à prendre Imphal et à l'utiliser comme tête de pont pour avancer dans la vallée du Brahmapoutre afin de couper les lignes de communication des forces alliées au nord de la Birmanie, empêchant ainsi les Britanniques de ravitailler la République de Chine. Subhash Chandra Bose insista pour que ses troupes de l'Armée nationale indienne accompagnent les Japonais dans leur offensive sur le sol indien.
En février, les troupes japonaises lancèrent sans succès une offensive contre l'Armée des Indes britanniques en Birmanie. Les Chindits préparant de nouvelles frappes, Mutaguchi se vit conseiller par plusieurs officiers de repousser l'offensive en Inde, qui risquait de dégarnir le front birman, mais le commandant ne tint pas compte de ces avis.

## Attaque japonaise

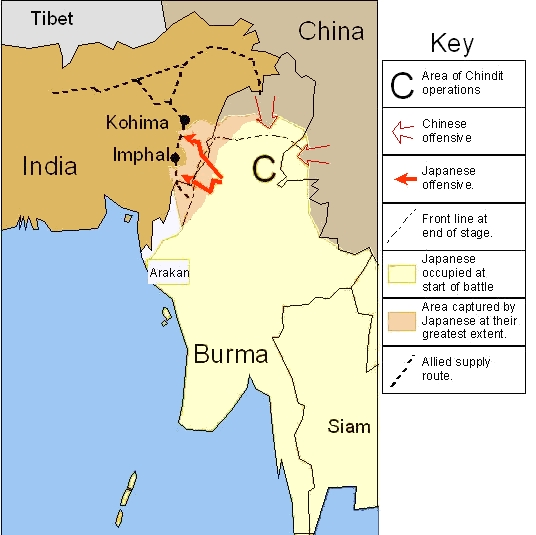
Offensive japonaise sur Imphal et Kohima.

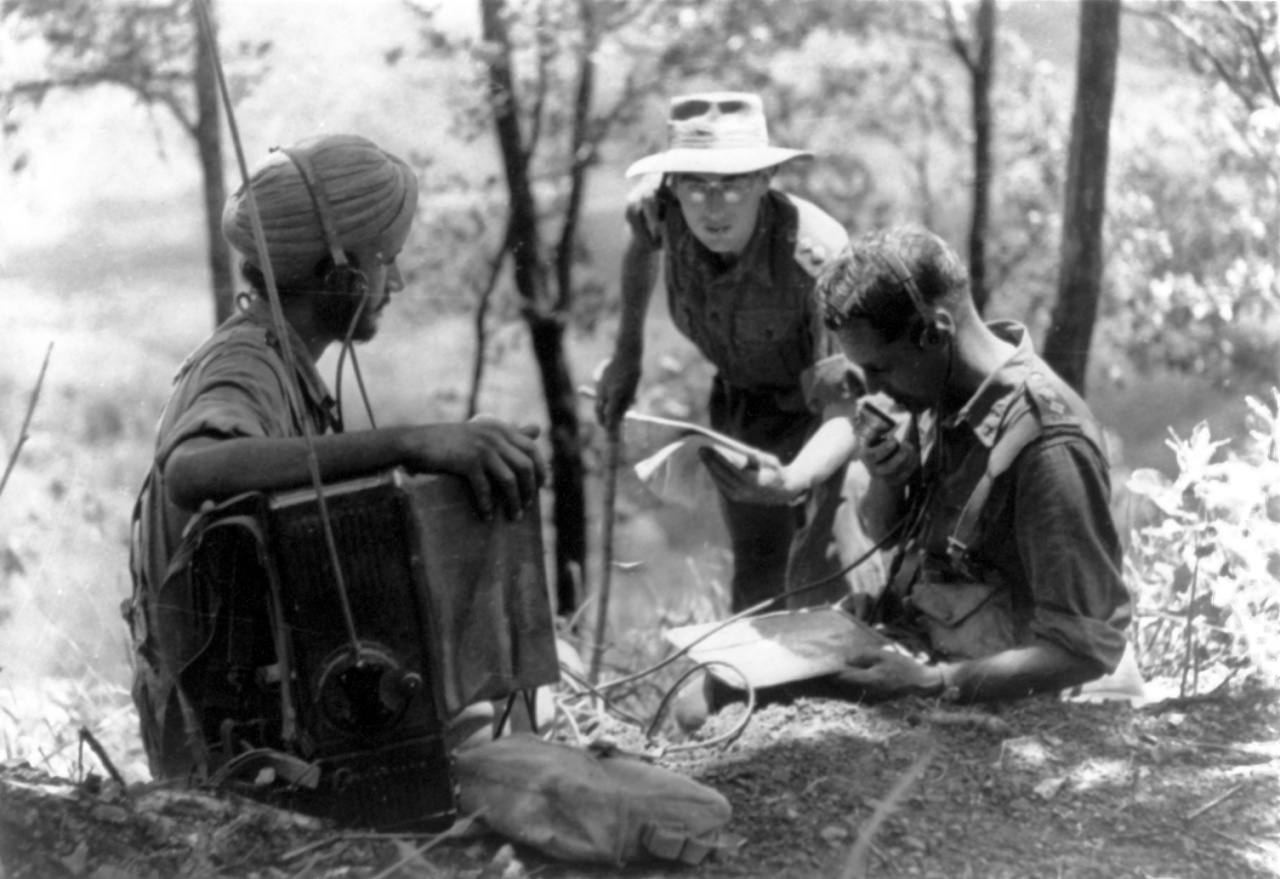
Opérateur radio lors de la bataille d'Imphal.

Le 8 mars, les Japonais attaquèrent le long de la rivière Chindwin, prenant par surprise les Britanniques qui étaient prévenus de l'offensive mais s'attendaient à ce qu'elle soit déclenchée plus tard. Le 25 mars, le major-général Douglas Gracey de l'armée des Indes dut abandonner partiellement la défense des localités de Tamu et Moreh. Sa division put se retirer sans trop de difficultés, une partie des troupes japonaises étant encore retenue au nord de la Birmanie par les combats contre les Chindits.
Au sud de la plaine d'Imphal, les Japonais parvinrent à prendre des positions indiennes mais au prix de lourdes pertes. Fin mars, la brigade Subhash de l'Armée nationale indienne arriva sur les Chin Hills.
Au début du mois d'avril, l'armée japonaise attaqua la plaine d'Imphal sur plusieurs fronts mais se heurta à une résistance féroce de la part des Britanniques.

## Contre-attaque et victoire alliée
Début mai, les Japonais étaient épuisés et à court de matériel. La 31e division, qui combattait à la bataille de Kohima, n'était pas dans une meilleure posture. Les Britanniques montèrent une contre-offensive au nord et au sud d'Imphal. Le lieutenant-général Nobuo Tanaka prit fin mai le commandement de la 33e division et ordonna de nouvelles offensives qui s'avérèrent très coûteuses en hommes. En juin, il reçut le renfort de nouveaux régiments de tanks. Dès la fin mai, cependant, la situation des troupes japonaises apparaissait désespérée mais Mutaguchi ordonna à la 31e division, qui avait fait retraite depuis Kohima, de se livrer à une nouvelle offensive sur Imphal. Les soldats, malades et épuisés, n'étaient cependant plus en état d'obéir. Le 3 juillet, une retraite fut finalement ordonnée, l'offensive sur le sol indien s'achevant sur un échec complet.